# Styloleptus infuscatus
Styloleptus infuscatus är en skalbaggsart som först beskrevs av Fisher 1932.  Styloleptus infuscatus ingår i släktet Styloleptus och familjen långhorningar. Inga underarter finns listade i Catalogue of Life.